# Brisa Silva
 Brisa Margarita Silva Rodríguez (Chametla, Sinaloa, 7 de marzo de 1984 - ) es una jugadora profesional de basquetbol. Comenzó su carrera deportiva desde temprana edad, convirtiéndose en Seleccionada del Estado de Sinaloa a los 12 años para competir en la Olimpiada Nacional Infantil obteniendo en dicho torneo medalla de plata. Desde ese momento, ha formado parte de diferentes torneos nacionales e internacionales en distintas partes del mundo.
En 1997 y 1998 fue Seleccionada Estatal Juvenil por el Estado de Sinaloa obteniendo la medalla de plata en ambos años.
En 2001 emigró a Estados Unidos junto con su familia a Los Ángeles. Al año siguiente fue nombrada jugadora del año en el Garfield High School. Dos años más tarde, su número fue retirado en el equipo de Bachillerato y fue nombrada Jugadora del 1er Equipo de California. Sus méritos le hicieron acreedora a una beca para estudiar en Central Arizona College. En 2005, se convirtió en la primera jugadora mexicana en obtener el título del Campeonato Nacional de Colegial (NCAA) con dicho equipo, además de imponer récord de mayor cantidad de puntos y tiros de 3, y nombrada Mejor Jugadora del Partido (MVP).
Ingresó posteriormente a la Universidad Estatal de Oklahoma para estudiar la Licenciatura en Educación Física. En 2006 ingresó en el libro de récords de dicha Universidad convirtiéndose en la cuarta mejor anotadora de tiros de tres puntos en la historia de la Universidad. En este mismo año fue llamada a la Selección Nacional para competir en el Centrobasket Femenil de la Ciudad de México, torneo en el que obtuvo la medalla de plata.
En 2007 fue convocada nuevamente a la Selección Nacional de Basquetbol Femenil para participar en el Campeonato de las Américas, disputado en Valdivia, Chile. Durante el torneo promedió 12 puntos por partido y 3 rebotes. Fue reconocida como la mejor jugadora mexicana, 9ª anotadora del torneo y 8ª en rebotes.
En 2008 se convirtió en la primera jugadora mexicana en ser contratada por un equipo de la WNBA, al formar parte de Los Angeles Sparks. En ese mismo año viajó a Portugal para integrarse al equipo Basquete Clube de Barcelos, equipo de Primera Fuerza en ese país, con quienes consiguió jugar los Playoffs por primera vez en la historia del equipo.
Al año siguiente viajó a África para integrarse al equipo Elephans Girls de Nigeria, con quienes disputó la Copa de los Clubes de la Mujer Africana, obteniendo con ellas el Campeonato. Promedió durante el torneo 9.4 puntos, 1.9 rebotes y 1.9 asistencias por partido.
Durante 2010 completó una de sus mejores actuaciones en torneos internacionales en el Centrobasket Femenil disputado en Mayagüez, Puerto Rico promediando 1.40 puntos por partido, 1.4 rebotes y 2.2 asistencias, siendo la segunda mejor en la selección nacional en puntos y asistencias.
En 2013 es campeona con las Águilas de Tabasco en la LIBAFEM, al año siguiente se convierte en bicampeona con las Águilas de Tabasco ahora en la LNBP Femenil donde es además nombrada la MVP en la final al ser la mejor anotadora con 24 puntos, producto de ocho triples, además de sumar 4 rebotes y 3 asistencias..
A marzo de 2018 forma parte del equipo Mieleras de Guanajuato en la Liga Nacional de Baloncesto Profesional Femenil de México.
El 30 de mayo de 2023 se integra al equipo Astros de Jalisco de la Liga Nacional de Baloncesto Profesional Femenil.